# Oeiras (Brazilië)
Oeiras is een gemeente in de Braziliaanse deelstaat Piauí. De gemeente telt 38.161 inwoners (schatting 2022).

## Geografie

### Aangrenzende gemeenten
De gemeente grenst aan Barra d'Alcântara, Cajazeiras do Piauí, Colônia do Piauí, Ipiranga do Piauí, Inhuma, Nazaré do Piauí, Novo Oriente do Piauí, Santa Cruz do Piauí, Santa Rosa do Piauí,  São Francisco do Piauí, São João da Varjota, Tanque do Piauí en Wall Ferraz.

### Hydrografie
Door de gemeente stroomt de rivier de Canindé. De Corrente, Itaim en Rio das Salinas zijn zijrivieren van de Canindé.

## Religie
De plaats is zetel van het rooms-katholieke bisdom Oeiras.

## Verkeer en vervoer
De plaats is met de omliggende gemeenten verbonden via de hoofdweg BR-230 (oost/west) en de regionale wegen PI-143 (zuid) en PI-236 (noord).

## Geboren
- Francisco José Furtado (1818-1870), premier van Brazilië
- Wellington Dias (1962), gouverneur van Piauí (2015-2022)